# دیوید لو
دیوید لو (انگلیسی: David Lowe؛ زادهٔ۲۸ فوریه ۱۹۶۰) شناگر اهل بریتانیا بود.
وی در مسابقات کشوری و بین‌المللی در مجموع برندهٔ ۳ مدال نقره، ۱ مدال برنز شده‌است.